# Cooper Black

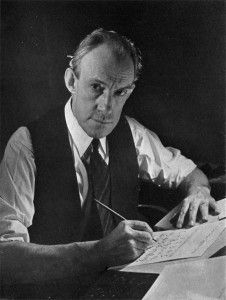
Освальд Купер.

Cooper Black (Купер Блэк) — сверхжирный шрифт с засечками, предназначенный для использования в заголовках и на витринах, разработанный Освальдом Брюсом Купером, выпущен в 1922 году чикагской словолитней Barnhart Brothers & Spindler. Cooper Black был разработан как сверхжирный шрифт семейства Cooper Old Style. Шрифт широко использовался в рекламе того времени и быстро стал стандартным шрифтом. Лицензирован компанией American Type Founders, а также скопирован многими другими производителями печатных систем.

## Описание
Антиква старого стиля с закруглёнными засечками и наклонов осей овалов влево. Дизайнер Бетани Хек отметила такие особенности шрифта: почти полное отсутствие прямых отрезков по верхней и нижней линии, из-за чего буквы можно ставить неровно: как намеренно, например, в рекламе детских товаров, так и при небрежном типографском наборе; при очень жирном виде просветы большие, хорошо заметные и не заплывающие краской; «гуманистичный» вид (просвет буквы O наклонён влево, буква g ей напомнила утку, а Q — улитку). В эпоху офсета и фотонабора выяснилось, что шрифт отлично выдерживает плотный набор с наложением букв.

## История
Cooper Black создал Освальд Купер, художник по шрифтам в Чикаго и на Среднем Западе Америки в 1920-х годах. Cooper Black рекламировался как «для дальнозорких печатников с близорукими клиентами».  Недоброжелатели называли шрифт «чёрной угрозой». Несмотря на то, что Cooper Black очень смелый, он основан на традиционном «старомодном» шрифте с засечками, а не на жёстких «жирных» шрифтах, популярных в девятнадцатом веке, что придает ему мягкий, «размытый» вид с относительно низким контрастом между толстыми и тонкими штрихами.

## Использование
После своего выпуска в 1922 году Cooper Black быстро стал популярным шрифтом для использования в рекламе, особенно в газетах. Хотя его использование в рекламе сократилось в 1960-х годах, он стал гораздо более популярным в поп-культуре после появления на обложке альбома Pet Sounds 1966 года группы Beach Boys. Затем он использовался в оформлении альбомов L.A. Woman группы The Doors и Ziggy Stardust Дэвида Боуи, а также в начальных титрах сериалов The Bob Newhart Show, Diff'rent Strokes, «Гарфилд и его друзья», «МЭШ», Enos, «Новые приключения Винни-Пуха» и других. Шрифт также используется во вступительных титрах Disney’s Sing Along Songs. В результате Cooper Black стал олицетворением стиля конца 60-х — начала 70-х годов. Шрифт известен в железнодорожной отрасли благодаря своей связи со схемой окраски «Yellowbonnet» железной дороги Atchison, Topeka and Santa Fe Railway, также относящейся к началу 1960-х годов, в которой на боках локомотивов большими жёлтыми буквами было написано «Santa Fe». Среди российских брендов Cooper Black использовался в логотипе компании Dendy.

## Имитации и варианты
Cooper Black сразу же стал популярным и породил подражания, включая Goudy Heavy Face от Frederic Goudy, Ludlow Black и Pabst Extra Bold. Cooper Black остается популярным: редакторы сайта для обсуждения типографики Fonts in Use сообщают о большем количестве заявок на его использование, чем на использование любого другого шрифта, не являющегося шрифтом без засечек , хотя Times New Roman уступает ему по количеству, если сложить все его многочисленные варианты. 
Многие необычные версии Cooper были созданы в период фотонабора 1960-х и 1970-х годов, период взрыва в производстве дисплейных шрифтов. Среди них Ziptop Cooper Black от Photo Lettering Inc., версия с более жирным верхом, чем низ, и другие искаженные варианты. 
Существует множество оцифровок Cooper Black от таких компаний, как Bitstream, Adobe и других. Шрифт Soap, разработанный Рэем Лараби из Typodermic, является однорегистровым вариантом.
Версия от URW, которая не включает курсив, поставляется со многими продуктами Microsoft. Компания UWR также оцифровала Cooper Old Style, и выпустила Cooper Antique — версию шрифта с мятыми контурами, имитирующую печать на грубой бумаге. 
Майлз Ньюлин разработал шрифт New Kansas на основе шрифта Cooper Black. 
Оуэн Эрл оцифровал оригинальную семью Куперов как Cooper*.

### Кириллица
Кириллическую версию выпустила компания ПараТайп (дизайнер Манвел Шмавонян) в 2000 году в составе гарнитуры ПТ ВТ Купер, которая содержит 4 степени насыщенности (Light, Medium, Bold, Black) и два начертания — прямое и курсив. Кириллица была создана на основе рисунков гарнитуры ТМ Osvald фирмы TypeMarket 1996 года (дизайнер Виктория Григоренко).

## Галерея

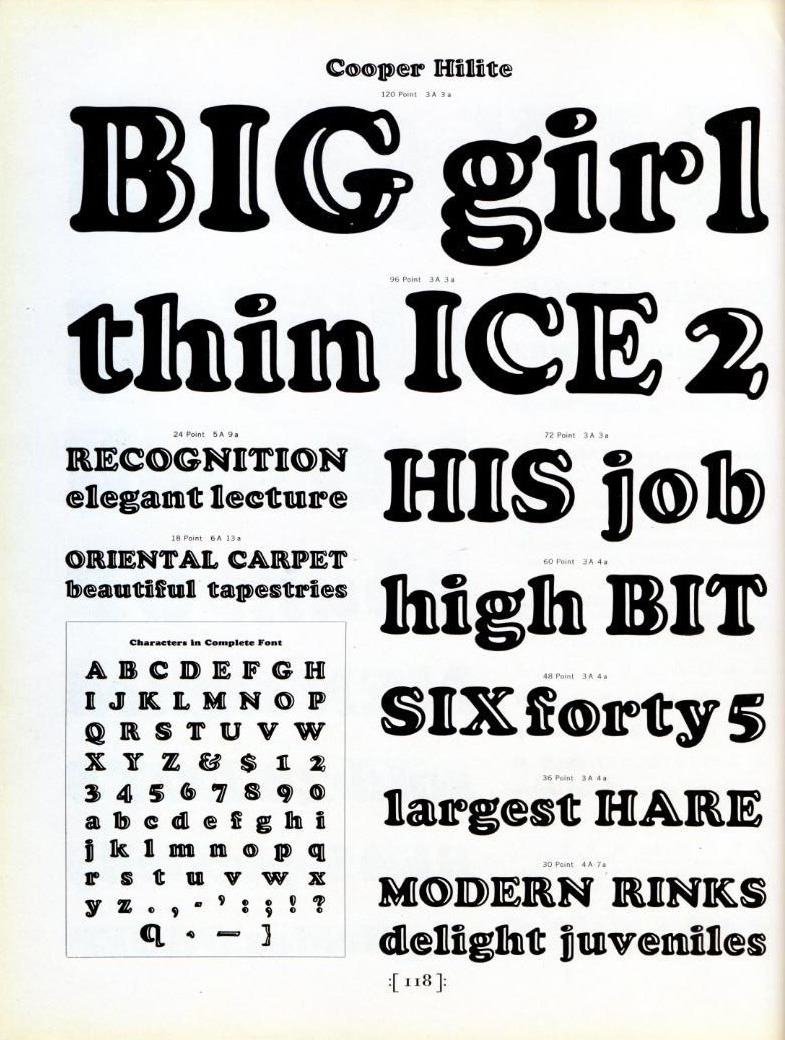
Образцовый лист Cooper Hilite.
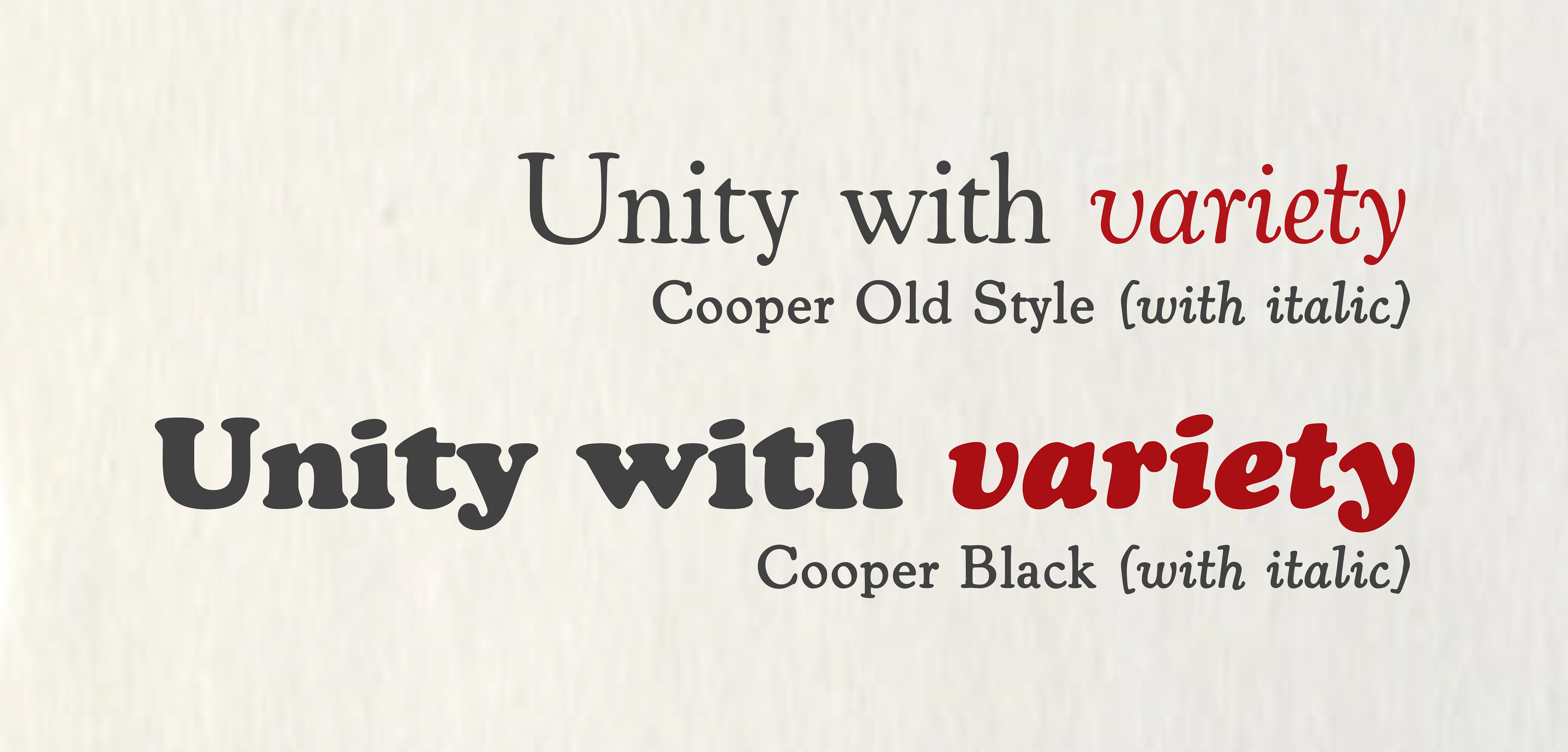
Cooper Black по сравнению с более ранним Cooper Old Style. Это вариация на тему старого стиля с засечками, предназначенная преимущественно для витрин и рекламы.
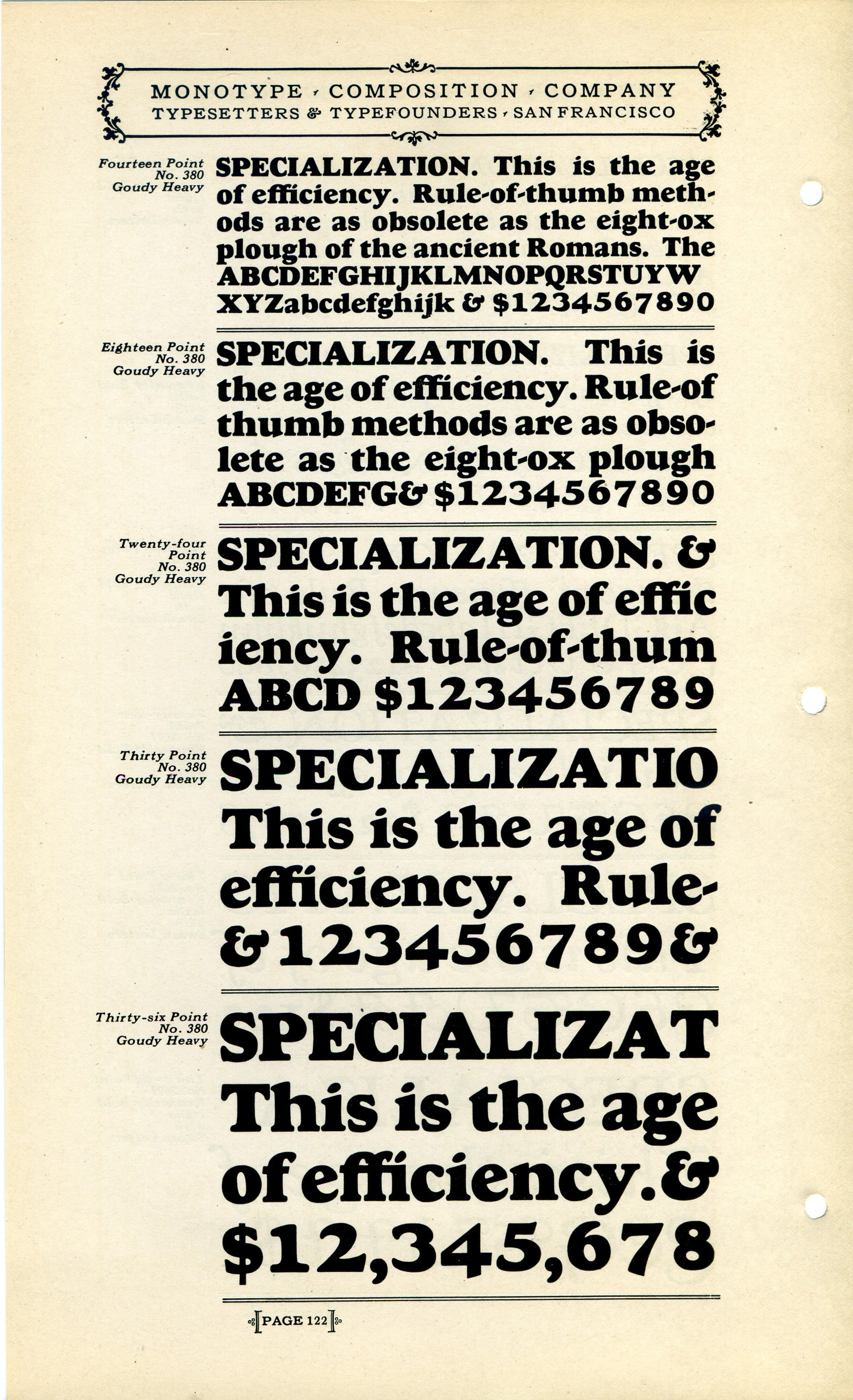
Goudy Heavy, конкурирующий металлический шрифт, заказанный компанией Monotype у бывшего учителя Купера, Фредерика Гауди.